# Ruellia bourgaei
Ruellia bourgaei là một loài thực vật có hoa trong họ Ô rô. Loài này được Hemsl. miêu tả khoa học đầu tiên năm 1879.